# Galathocrypta acaudata
Galathocrypta acaudata är en kräftdjursart som beskrevs av Roman-Contreras och Soto 2002. Galathocrypta acaudata ingår i släktet Galathocrypta och familjen Bopyridae.
Artens utbredningsområde är Mexikanska golfen. Inga underarter finns listade i Catalogue of Life.